# Швидак Олег Михайлович
Олег Михайлович Швидак (7 січня 1927, село Зазим'я, тепер Броварського району Київської області — 12 березня 2016, місто Житомир) — радянський діяч, секретар Волинського обласного комітету КПУ. Доктор історичних наук, професор кафедри історії і політології Житомирського державного педагогічного інституту.

## Біографія
Закінчив Зазимську середню школу Броварського району Київської області.
З листопада 1944 року — в радянській армії. Службу розпочинав курсантом 63-го навчального стрілецького полку 176-ї стрілецької дивізії. 
Освіта вища. Член КПРС.
На 1959 — червень 1961 року — завідувач сектору відділу пропаганди та агітації ЦК КПУ.
23 травня 1961 — 22 травня 1969 року — секретар Волинського обласного комітету КПУ з питань ідеології. Писав анонімні скарги на першого секретаря обкому партії Калиту, після яких їх обох звільнили.
З 1969 року — доцент, у 1974—1984 роках — завідувач кафедри філософії та наукового комунізму Житомирського державного педагогічного інституту імені Івана Франка. З 1984 року — професор, почесний професор кафедри історії і політології Житомирського державного педагогічного інституту імені Івана Франка.
Автор праць «Інтернаціональна єдність трудящих Західної України і Польщі в революційно-визвольній боротьбі (1929—1939 рр.)», «Політологія», «Політичне лідерство» та інших.

## Звання
- капітан

## Нагороди та відзнаки
- Значок «Відмінник народної освіти УРСР»
- ордени
- медалі